# 朱子休
朱子休（1908年9月—1955年10月），字支强，陕西省榆林市榆阳区镇川镇朱家寨人，中国人民解放军海南军区参谋长。

## 生平
1929年8月，朱子休返回镇川。1929年11月在镇川小学加入了中国共产党。
1936年10月，被豫（旺）环（县）民团赵老五蒙骗，关押宁夏监狱一年之久。1937年8月下旬，中共中央派中央统战部联络局副局长张子华以八路军西安办事处代表的身份，由宁夏省驻陕西办事处主任柴成霖陪同，从西安乘飞机抵达宁夏省城，做马鸿逵的合作抗日统战工作，并交涉在宁夏省城设立八路军办事处、释放共方被俘人员及解决边界划分等有关问题。张子华在谈判中向马鸿逵通报了1936年豫（旺）环（县）民团赵老五偷袭环县民主政府，将红军干部朱子休等7人抓至宁夏省城关押和红四方面军部分女战士被俘的情况，指出：“现在国共两党已达成协议，政府方面已同意释放全部政治犯。这些被关押的人士都是国家良才，在国难当头的时候，正需要他们出来为抗日大业工作。”马鸿逵在确凿的证据面前答应“很快放人”。事后，经多次交涉，马鸿逵释放了朱子休、吴士芳等7位被俘人员。
1942年10月，在延安参加中共中央西北局高干会议。
抗战胜利后，中共中央在延安组建了一个干部团赴东北开展工作。从中央党校各部抽调东北籍干部，从中央机关和陕甘宁边区机关抽调一批干部，在延安的俄文学校人员全部编为干部团的一个队。干部团共编三个大队，每个大队三个中队，共1000多名干部。为保证沿途安全，从陕甘宁晋绥联防军教导第一旅和教导第二旅分别抽调一个团（即第2团和第团）组成东北挺进支队，护送中央干部团。中共中央任命教导第二旅旅长黄永胜为东北支队司令员，张秀山为东北支队政委兼干部团政委，李寿轩为副司令员，解方为参谋长，朱子休为副参谋长，刘芝明为政治主任，钟光殿为供给部长。11月初抵沈阳。
1949年8月中旬，第160师奉命进驻常德，调归湖南军区建制，以三分之二的机关干部、所属第479团和第480团4546人，与常澧军分区合并.1949年9月12日正式成立中国人民解放军湖南军区常德军分区，共9397人：
- 第一司令员朱子休
- 第二司令员田厚义（冀南第二军分区副司令员，南下任常澧军分区司令员）
- 政委乔晓光（冀南四地委书记，南下任常德地委书记兼）
- 副司令员王子仁（第160师副师长兼，朝鲜人）
- 副政委孙卓夫（冀南军区参谋长，南下任常澧军分区政委）
- 参谋长刘重桂（江西于都老红军，第160师参谋长）
- 政治部主任尹才生（三五九旅老红军，松江军区干部学校校务主任）
- 炮兵营
- 警卫营
- 军事政治干部学校
- 第四七九团
- 四八〇团团
- 常德、桃源、临澧、澧县、安乡、南县、华容、石门、慈利9个县县大队

1955年7月中旬，朱子休在南京军事学院学习期间开始肃反运动，10月逝世。